# Diócesis de Tubarão
La diócesis de Tubarão (en latín: Dioecesis Tubaraoënsis y en portugués: Diocese de Tubarão) es una circunscripción eclesiástica de la Iglesia católica en Brasil. Se trata de una diócesis latina, sufragánea de la arquidiócesis de Florianópolis, que es sede vacante desde el 19 de enero de 2022. 

## Territorio y organización
La diócesis tiene 4531 km² y extiende su jurisdicción sobre los fieles católicos de rito latino residentes en 19 municipios del estado de Santa Catarina: Armazém, Braço do Norte, Capivari de Baixo, Grão Pará, Gravatal, Imaruí, Imbituba, Jaguaruna, Laguna, Orleans, Pedras Grandes, Pescaria Brava, Rio Fortuna, Sangão, Santa Rosa de Lima, São Ludgero, São Martinho, Treze de Maio y Tubarão.
La sede de la diócesis se encuentra en la ciudad de Tubarão, en donde se halla la Catedral de Nuestra Señora de la Piedad.
En 2020 en la diócesis existían 28 parroquias agrupadas en 4 comarcas pastorales: Braço do Norte, Jaguaruna, Laguna y Tubarão.

## Historia
La diócesis fue erigida el 28 de diciembre de 1954 con la bula Viget ubique del papa Pío XII, obteniendo el territorio de la arquidiócesis de Florianópolis.
El 27 de mayo de 1998 cedió una parte de su territorio para la erección de la diócesis de Criciúma mediante la bula Sollicitus de spirituali bono del papa Juan Pablo II.

## Estadísticas
De acuerdo al Anuario Pontificio 2021 la diócesis tenía a fines de 2020 un total de 332 641 fieles bautizados.
| Año                                                                             | Población            | Población | Población      | Sacerdotes | Sacerdotes    | Sacerdotes    | Bautizados por sacerdote | Diáconos permanentes | Religiosos | Religiosos | Parroquias |
| Año                                                                             | Bautizados católicos | Total     | % de católicos | Total      | Clero secular | Clero regular | Bautizados por sacerdote | Diáconos permanentes | Varones    | Mujeres    | Parroquias |
| ------------------------------------------------------------------------------- | -------------------- | --------- | -------------- | ---------- | ------------- | ------------- | ------------------------ | -------------------- | ---------- | ---------- | ---------- |
| 1966                                                                            | 450 000              | 450 000   | 100.0          | 98         | 57            | 41            | 4591                     |                      | 48         | 431        | 43         |
| 1970                                                                            | 490 000              | 500 000   | 98.0           | 109        | 57            | 52            | 4495                     |                      | 65         | 436        | 44         |
| 1976                                                                            | 520 000              | 530 000   | 98.1           | 100        | 61            | 39            | 5200                     |                      | 50         | 381        | 51         |
| 1980                                                                            | 593 000              | 627 000   | 94.6           | 98         | 58            | 40            | 6051                     |                      | 60         | 331        | 51         |
| 1990                                                                            | 649 000              | 690 000   | 94.1           | 107        | 76            | 31            | 6065                     | 1                    | 46         | 320        | 53         |
| 1999                                                                            | 300 538              | 323 160   | 93.0           | 48         | 41            | 7             | 6261                     | 2                    | 10         | 98         | 22         |
| 2000                                                                            | 278 497              | 301 576   | 92.3           | 50         | 42            | 8             | 5569                     |                      | 9          | 97         | 23         |
| 2001                                                                            | 283 650              | 305 000   | 93.0           | 47         | 40            | 7             | 6035                     | 2                    | 24         | 99         | 26         |
| 2002                                                                            | 290 704              | 319 455   | 91.0           | 53         | 46            | 7             | 5484                     | 2                    | 9          | 101        | 26         |
| 2003                                                                            | 290 704              | 319 455   | 91.0           | 49         | 42            | 7             | 5932                     | 1                    | 22         | 99         | 26         |
| 2004                                                                            | 281 261              | 324 591   | 86.7           | 49         | 42            | 7             | 5740                     | 1                    | 19         | 95         | 26         |
| 2010                                                                            | 309 579              | 355 435   | 87.1           | 52         | 47            | 5             | 5953                     | 1                    | 10         | 94         | 28         |
| 2014                                                                            | 318 600              | 372 910   | 85.4           | 55         | 51            | 4             | 5792                     |                      | 10         | 83         | 28         |
| 2017                                                                            | 328 245              | 382 995   | 85.7           | 53         | 50            | 3             | 6193                     | 8                    | 7          | 72         | 28         |
| 2020                                                                            | 332 641              | 391 658   | 84.9           | 53         | 49            | 4             | 6276                     | 10                   | 4          | 71         | 28         |
| Fuente: Catholic-Hierarchy, que a su vez toma los datos del Anuario Pontificio. |                      |           |                |            |               |               |                          |                      |            |            |            |

## Episcopologio
- Anselmo Pietrulla, O.F.M. † (11 de mayo de 1955-17 de septiembre de 1981 retirado)
- Osório Bebber, O.F.M.Cap. † (17 de septiembre de 1981 por sucesión-18 de enero de 1992  nombrado prelado de Coxim)
- Hilário Moser, S.D.B. (27 de mayo de 1992-15 de junio de 2004 renunció)
- Jacinto Bergmann (15 de junio de 2004-1 de julio de 2009 nombrado obispo de Pelotas)
- Wilson Tadeu Jönck, S.C.I. (26 de mayo de 2010-28 de septiembre de 2011 nombrado arzobispo de Florianópolis)
- João Francisco Salm (26 de septiembre de 2012-19 de enero de 2022 nombrado obispo de Novo Hamburgo)
  - Sede vacante, desde 2022